# Walter Forde
Walter Forde (* 21. April 1896 in Bradford, Yorkshire, England als Thomas Seymour; † 7. Januar 1984 in Los Angeles, Kalifornien) war ein britischer Filmregisseur, Drehbuchautor, Schauspieler, Filmeditor und Filmproduzent, der überwiegend in England lebte und dort zahlreiche Kinofilme inszenierte, unter anderem Chu-Chin-Chow, Das singende Land, Die Weber von Bankdam und Tolle Tage.

## Leben
Walter Forde, geboren 1896 in Bradford in der Grafschaft Yorkshire als Thomas Seymour, begann seine Show-Business Karriere auf der Bühne der Musik-Hallen im Norden Englands. 1920 trat er im Filmgeschäft erstmals als Drehbuchautor und Schauspieler in einer Reihe von zwei-Rollen-Komödien in Erscheinung. Während der Stummfilmzeit spielte er in einer Reihe von populären Slapstick Komödien mit.
Anfang der 1920er Jahre verbrachte Walter Forde einige Zeit in Hollywood. Da seine Karriere dort jedoch keinen entscheidenden Impuls erhielt, kehrte er 1925 nach England zurück. Er arbeitete ab 1928 als Regisseur für die Nettlefold Film Studios, später auch für die große britische Film-Produktionsfirma Gainsborough. Forde war in einer Vielzahl von Genres überwiegend als Regisseur und Drehbuchautor tätig, dort inszenierte er hauptsächlich Komödien, aber auch einige Dramen und gelegentlich auch Thriller oder Mystery-Filme.
1947 führte er bei der aufwendigen britischen Literaturverfilmung Die Weber von Bankdam mit Anne Crawford, Dennis Price und Linden Travers nach dem Roman The Crowthers of Bankdam von Thomas Armstrong Regie. Walter Fordes letzte Regiearbeit war 1949 die opulente Kostümfilm-Parodie Tolle Tage mit Sid Field und Margaret Lockwood in den Hauptrollen.
Walter Forde schrieb in seiner Karriere zahlreiche Drehbücher, arbeitete als Schauspieler und Editor, produzierte und führte selbst bei über 50 Kinofilmen Regie. An 20 Produktionen war er als Drehbuchautor beteiligt und er trat in mehr als 20 Filmen als Schauspieler in Erscheinung.
Am 7. Januar 1984 starb er in seiner späteren Wahlheimat Los Angeles im Bundesstaat Kalifornien im Alter von 87 Jahren.

## Filmografie (Auswahl)

### Filmregisseur
- 1920: Never Say Die
- 1920: The Handy Man
- 1930: Achtung – Tank! (Would You Believe It!)
- 1931: Der Würger kommt um Mitternacht (The Ringer)
- 1932: Rom-Expreß (Rome Express)
- 1934: Chu-Chin-Chow
- 1935: Bulldog Jack (The Ringer)
- 1935: King of the Damned
- 1936: Das singende Land (Land Without Music)
- 1939: The Gaunt Stranger (nach Edgar Wallace)
- 1939: The Four Just Men (nach Edgar Wallace)
- 1939: Inspector Hornleigh on Holiday
- 1941: Inspector Hornleigh Goes to It
- 1947: Die Weber von Bankdam (Master of Bankdam)
- 1949: Tolle Tage (Cardboard Cavalier)

### Drehbuchautor (Auswahl)
- 1930: Achtung – Tank! (Would You Believe It!)

### Schauspieler (Auswahl)
- 1930: Achtung – Tank! (Would You Believe It!)

### Filmproduzent
- 1947: Die Weber von Bankdam (Master of Bankdam)
- 1949: Tolle Tage (Cardboard Cavalier)